# Đà Nẵng (stad)

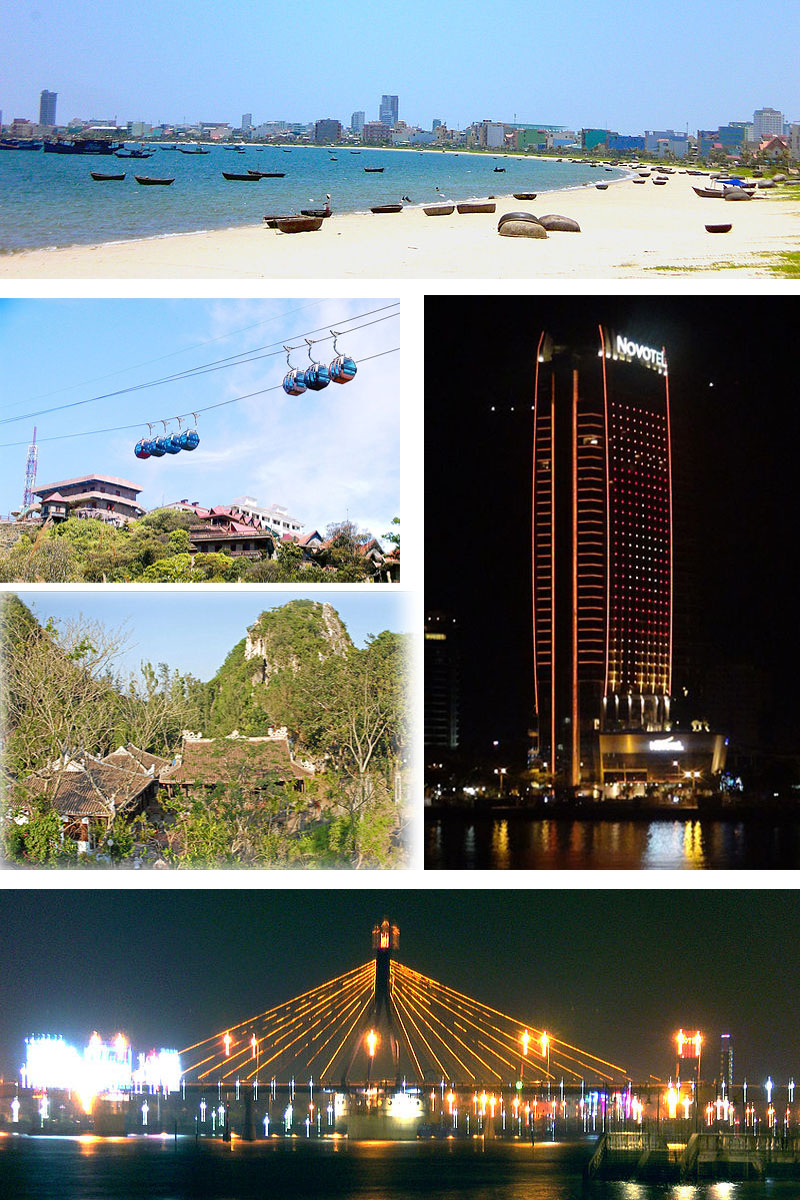
V.l.n.r. en v.b.n.o.: de skyline van Da Nang, het rustoord Bà Nà-Núi Chúa, Novotel Da Nang, Ngũ Hành Sơn en de brug over de Hànrivier

Đà Nẵng is een stad in Vietnam die bestuurstechnisch gezien op gelijke hoogte met de provincies staat. De kuststad ligt aan de Zuid-Chinese Zee in Centraal-Vietnam. Tijdens de Franse periode Unie van Indochina stond de stad ook wel bekend onder de naam Tourane. Đà Nẵng had in 2009 770.911 inwoners op een oppervlakte van 1256 km².

## Districten
- Stadsdistricten (Quận): Hai Chau, Thanh Khe, Son Tra, Ngu Hanh Son en Lien Chieu
- Landelijke districten (Huyện): Hòa Vang en Hoang Sa

## Aardrijkskunde
Đà Nẵng grenst aan Huế in het noorden, aan Quảng Nam in het westen en zuiden en aan de Zuid-Chinese Zee in het oosten. Het stadscentrum van Đà Nẵng ligt op 764 km ten zuiden van Hanoi, op 964 km ten noorden van Ho Chi Minhstad en op 108 km ten zuidoosten van de vroegere Vietnamese hoofdstad Huế.
Het stadscentrum en de haven liggen aan het zuidelijk eind van een baai die in het oosten wordt begrensd door het Tien Sa-schierleiland en Kaap Đà Nẵng.
Đà Nẵng is voor de helft vlak en de andere helft heeft bergen. De bergen zijn geconcentreerd in het westen en noordwesten, vanwaar veel bergketens naar zee lopen. Aan de kust zijn er afwisselend lage heuvels en smalle stranden. Het gedeelte met bergen beslaat een groot deel van de gemeente. Er zijn hoogten van 700 tot 1500 m en dit is het deel van de gemeente met bossen en natuur. De vlakte bij de kust is bewoond en bebouwd.
De drie belangrijkste rivieren zijn de Hàn, de Cu Đê en de Cổ Cò.

### Klimaat
Đà Nẵng ligt in de tropen en kent moessons. De temperatuur is hoog en constant. Đà Nẵng ligt op de grens tussen twee klimaatzones, met gematigd klimaat in het noorden ervan, maar Đà Nẵng zelf is nog tropisch. Er zijn twee seizoenen: een lang regenseizoen van augustus tot december met een wintermoesson uit het noordoosten en een droog seizoen van januari tot juli.
De gemiddelde jaarlijkse temperatuur bedraagt 26 °C. Van juni tot augustus is de temperatuur het hoogst: gemiddeld 28° à 30 °C. Het is het koudst van december tot februari met gemiddeld 18° à 23 °C. In de bossen rond de Ba Na-berg (Bà Nà-Núi Chúa) op een hoogte van zo'n 1500 m is de temperatuur gemiddeld 20 °C. De luchtvochtigheid is het hoogst in oktober en november, het laagst in juni en juli. Alles samen valt er jaarlijks zo'n 2500 mm regen, vooral in oktober en november met gemiddeld 550 à 1000 mm per maand. Van januari tot april valt er slechts 23 tot 40 mm per maand. Jaarlijks zijn er meer dan tweeduizend uur zonneschijn met het meeste in mei en juni (een 250-tal uur per maand) en het minst in november en december (69 à 165 uur per maand).

## Geschiedenis
In de 16e eeuw was Hội An een drukbezocht handelscentrum van het zuiden. Đà Nẵng was toen belangrijk als tussenstop en voor botenherstel. In de 18e eeuw werd Đà Nẵng stilaan een handelscentrum in de plaats van Hội An, vooral toen de botenbouw in Europa vooruitgang maakte en de boten een grotere diepgang kregen. De baai van Đà Nẵng was hier beter voor geschikt. Toen keizer Minh Mang in 1835 zijn decreet uitvaardigde dat westerse schepen enkel nog aan de Hàn mochten aanleggen en nergens anders handel mochten drijven, werd Đà Nẵng het belangrijkste handelscentrum van het centrum van het land. De industrie in de regio bloeide met voornamelijk het herstel van schepen, maar ook door zeevruchten en andere diensten.
In 1858 werd de stad al kort bezet door de Fransen. Nadat de Fransen in 1889 heel Vietnam hadden bezet, maakten ze de stad los van de provincie Quảng Nam en veranderden ze de naam van de stad in Tourane. De stad stond vanaf toen onder onmiddellijk bestuur van de Gouverneur-Generaal van Indochina. De nieuwe naam van de stad kwam van de verkeerde uitspraak van "cửa Hàn" ("monding van de Han") door de Fransen.
Aan het begin van de 20e eeuw werd Tourane veranderd naar westers model. Een heleboel economische en industriële activiteiten werden ontwikkeld en de export werd uitgebouwd (thee, voedsel, drinkwater, ijs, alcoholische dranken, vissaus, gedroogde vis). Samen met Hải Phòng en Saigon (nu Ho Chi Minhstad) werd Tourane een van de belangrijkste handelscentra van het hele land.
In 1950 gaven de Fransen het bestuur over de stad terug aan Bảo Đại. Na de deling van het land in 1954 won de haven van Đà Nẵng aan belang. De haven van Huế bevond zich immers te dicht bij de grens met Noord-Vietnam. In maart 1965 landde het US Marine Corps in Đà Nẵng en de Amerikanen richtten er een gemengde militaire basis op. In 1967 kwam Đà Nẵng onder bestuur van de Zuid-Vietnamese republiek, die de stad op hetzelfde bestuurlijke niveau als de provincies plaatste. Men wilde van Đà Nẵng het politiek, militair en cultureel centrum maken van de tactische zones I en II. De Verenigde Staten bouwde een steeds grotere militaire basis met vliegveld, haven, depots, spoorweg, publieke voorzieningen, communicatie en banken. Er werd zuurstof en acetyleen geproduceerd, er waren wasserijen, rijstverwerking en textielproductie. De ten dienste van de oorlog staande industrie werd toen geweldig uitgebouwd. De oorlog zorgde er echter ook voor dat honderdduizenden mensen in vluchtelingenkampen terechtkwamen, de sociale problemen legio waren, en de plaatselijke niet aan de oorlog gerelateerde industrie stagneerde.
In 1975 kwam er weer vrede en werd er begonnen met de heropbouw. Đà Nẵng maakte toen deel uit van de provincie Quảng Nam-Đà Nẵng (tỉnh Quảng Nam-Đà Nẵng). Ondanks vele problemen wierp het werk vruchten af, vooral vanaf 1986 in wat de "nieuwe tijd" (thời kỳ đổi mới) is gaan heten.
Na 6 november 1996 werd besloten Quảng Nam-Đà Nẵng (tỉnh Quảng Nam-Đà Nẵng) te splitsen in Quảng Nam en een aparte stad Đà Nẵng. De stad Đà Nẵng omvatte de oude stad plus de districten Hoa Vang en de Paraceleilanden (Hoang Sa in Vietnamees).

## Transport
Đà Nẵng ligt in het centrum van Vietnam, op de grote noord-zuidas voor zowel het wegennet, de spoorwegen, zeewegen en luchtbruggen. Đà Nẵng is de poort tot centraal Vietnam. Đà Nẵng is eveneens het eindpunt van de economische oost-west-as door Myanmar, Thailand en Laos.
Op dit ogenblik loop de noord-zuidspoorweglijn voor 30 km door de stad. Er zijn vier stations: dat van Đà Nẵng zelf, dat van Thanh Khe (Ga Thanh Khê), het station Kim Lien (Ga Kim Liên) en dat van Hai Van Nam (Ga Hải Vân Nam). Het station van Đà Nẵng is een van de belangrijkere op de noord-zuidlijn. Het station ligt echter in het stadscentrum en zorgt voor redelijk wat overlast. Er zijn plannen om het station te verplaatsen, onder andere ook om de reistijden te verkorten (om de stad in te gaan, moet tegenwoordig van locomotief worden veranderd). De oude spoorlijn zou dan worden gebruikt als verbinding tussen het stadscentrum en de industriegebieden van Lien Chieu en Hoa Khanh (các khu công nghiệp Liên Chiểu & Hoà Khánh).
Door Đà Nẵng loop ook de nationale weg 1A die het noorden van Vietnam verbindt met het zuiden. Er is ook een tunnel op de weg naar de stad Huế zodat er minder problemen zijn bij bergpas van Hai Van (đèo Hải Vân). De weg 14B vertrekt aan de buitenrand van de stad en verbindt Đà Nẵng met de binnenlanden. De wegen in het stadscentrum zijn breed, dankzij vele werken die zijn uitgevoerd om dit te bewerkstelligen.
De Han-rivier (sông Hàn) stroomt dwars door de stad en deelt de stad daarmee in twee helften. Vroeger was er een groot verschil tussen de helften, met de westelijke helft die een stuk welvarender was dan de oostelijke. Nu is er echter een brug gebouwd en komen beide helften meer samen.
Voor 1975 was de internationale vlieghaven van Đà Nẵng een van de grotere van de wereld. Tegenwoordig gaan de belangrijke nationale luchtverbindingen echter naar de grotere steden van het land en er gaat dus slechts een klein deel van het buitenlandse luchttransport naar Đà Nẵng. De stad blijft wel een belangrijk verbindingspunt voor het centrale deel van het land.
Er zijn ook nog twee havens in Đà Nẵng: de haven van Tien Sa (Cảng Tiên Sa) en de Hàn-haven (Cảng Sông Hàn).

## Toerisme

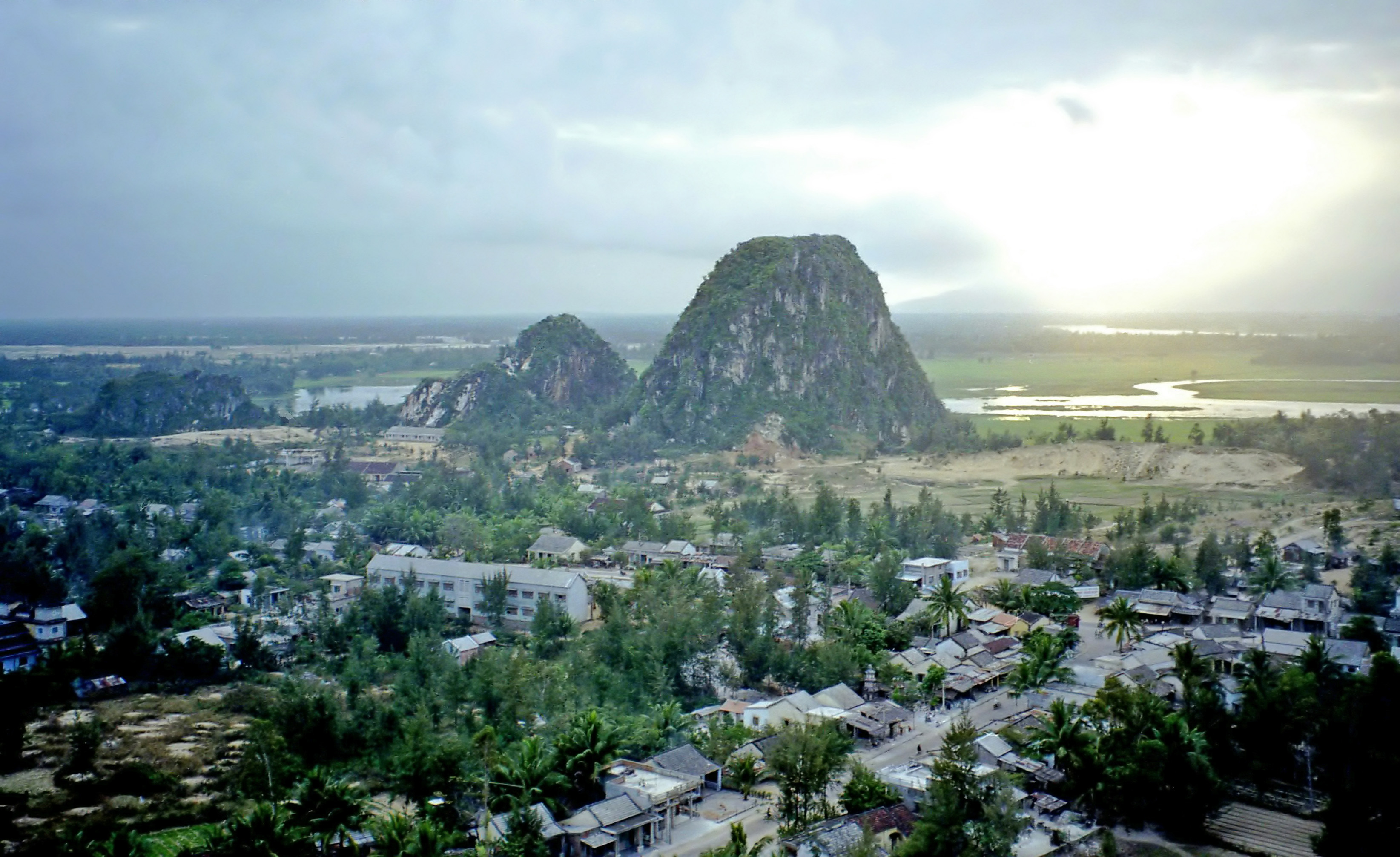
Ngu Hanh Son

De stad ligt aan de Hàn. In het oosten ligt de Zuid-Chinese Zee met stranden en het schiereiland Son Tra (bán đảo Sơn Trà). In het noorden en westen zijn er bergen. De bergpas van Hai Van (đèo Hải Vân) is de natuurlijke grens met de stad Huế.
Dicht bij Đà Nẵng liggen drie steden cultuursteden van de Werelderfgoedlijst: Huế, Hội An en My Son. Een beetje verder is het natuurpark van de Werelderfgoedlijst Phong Nha-Ke Bang. Hierdoor wordt Đà Nẵng beschouwd als het centrum van de Werelderfgoed-weg van Centraal-Vietnam.
De bezienswaardigheden in de stad zelf zijn:
- Ngu Hanh Son of Non Nuoc (Ngũ Hành Sơn of Non Nước): vijf stedelijke centra op een achttal kilometer in het zuidoosten. Er zijn vijf bergen: de Kim Son (Kim Sơn), de Moc Son (Mộc Sơn), de Thuy Son (Thuỷ Sơn), de Hoa Son (Hoả Sơn) en de Tho Son (Thổ Sơn) genoemd naar de vijf elementen. In de bergen zijn veel mooie grotten en pagodes. Er zijn enkele bekende artisanale dorpen.
- Ba Na-Nui Chua (Bà Nà-Núi Chúa): een rustoord op 40 km ten zuidwesten van het stadscentrum. Het wordt soms het "Da Lat van Centraal-Vietnam" genoemd en zoals Đà Lạt was het gebouwd voor de Franse officieren tijdens de koloniale periode. Na de onafhankelijkheid is Ba Na-Nui Chua verlaten geworden en is het door oorlog en tijd helemaal vervallen. Recentelijk heeft Đà Nẵng beslist het complex te herbouwen om er weer een kuuroord van hoge kwaliteit van te maken.
- het schiereiland Son Tra (bán đảo Sơn Trà), door de Amerikanen "Monkey Mountain" genoemd: het meest oostelijke punt van Da Dang, in zee. Het is een reservaat voor enkele zeldzame planten. Aan de voet ervan is het toeriestenoord Suoi Da (khu Suối Đá) en veel mooie stranden.
- de Hai Van-pas (đèo Hải Vân): de plaats waar de Truong Son-keten (dãy Trường Sơn) het dichtst bij de zee komt. Het is een gevaarlijke regio. Het is de grens tussen noordelijk en zuidelijk Vietnam. Tegenwoordig loopt de tunnel van Hai Van er door de bergen om het verkeer er makkelijker van noord naar zuid en omgekeerd te brengen. Het is de langste tunnel van Zuidoost-Azië en in de buurt zijn enkele bijzondere stukjes natuur.
- stranden: Đà Nẵng staat bekend om zijn kilometers lange stranden met geel zand en helder water en goede temperaturen het hele jaar door. Ze zijn door het tijdschrift Forbes verkozen bij de meest aantrekkelijke stranden ter wereld.
- de muren van Dien Hai (thành Điện Hải): dit is een plaats die getuigt van het verzet van Đà Nẵng onder de leiding van Nguyen Tri Phuong (Nguyễn Tri Phương) tegen de Franse overheersing.
- het Archeologisch Museum van de Cham (Bảo tàng Nghệ thuật Điêu khắc Chăm of Cổ viện Chàm)

### Fotogalerij

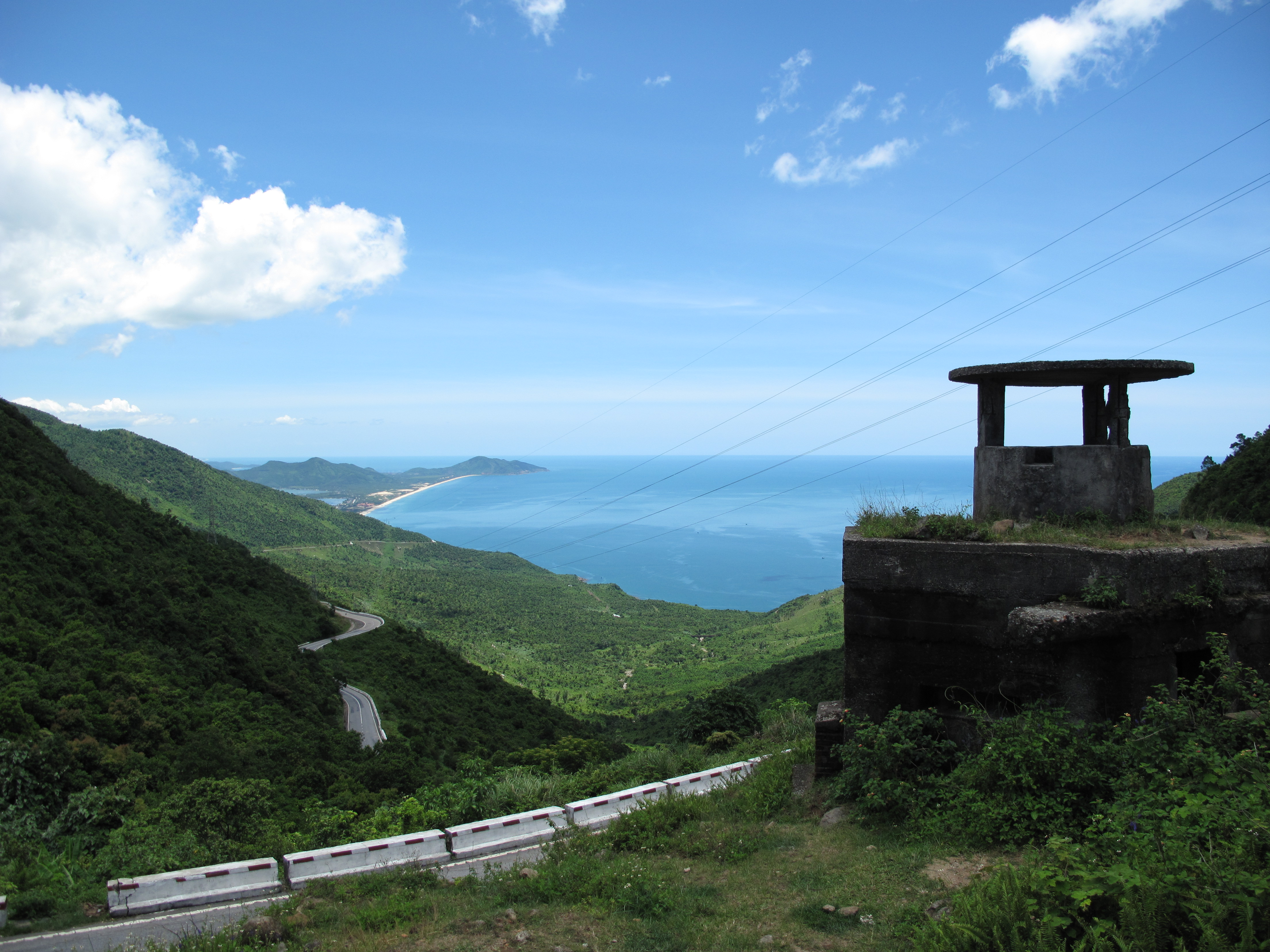
De Hai Van-pas
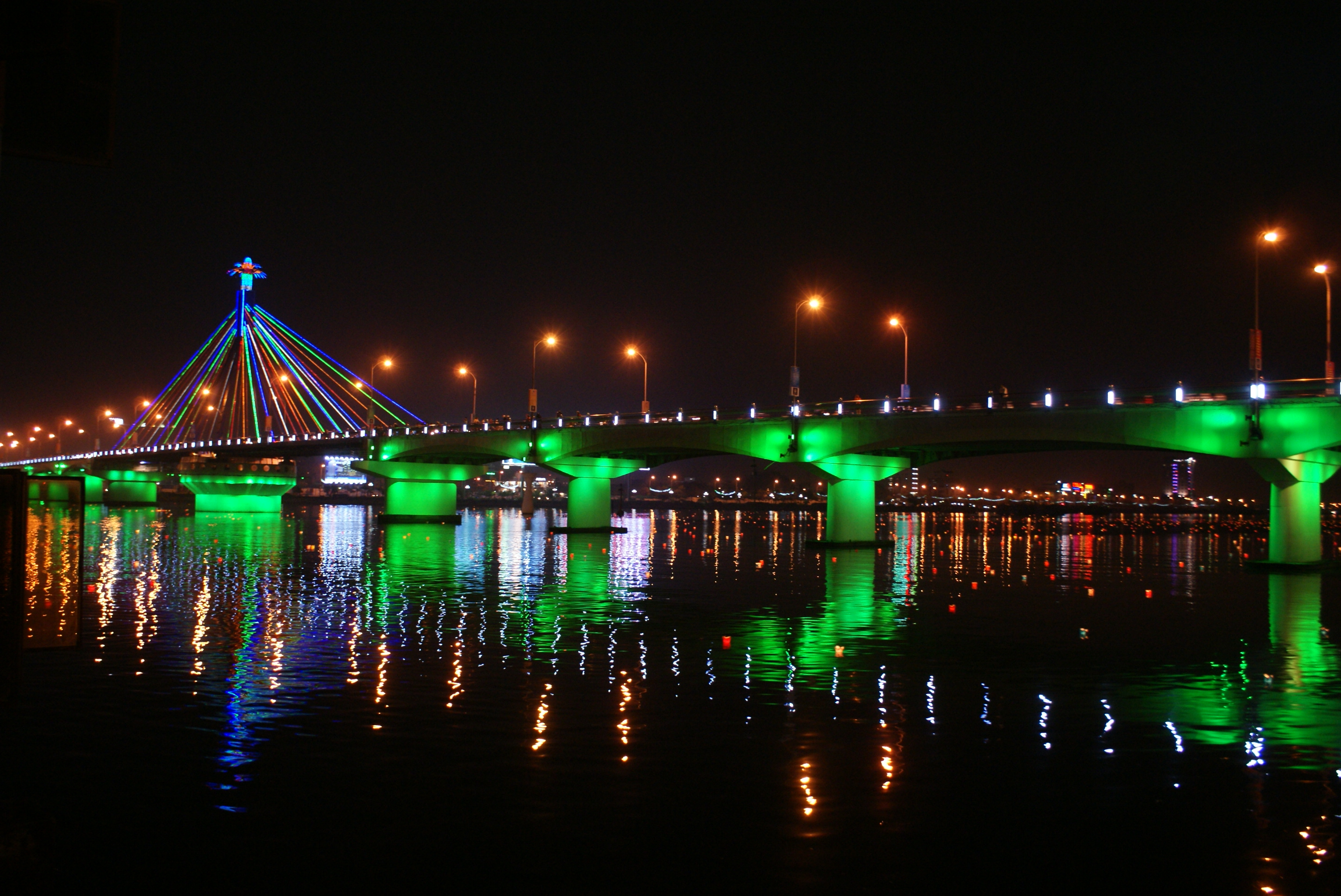
De Han River Bridge
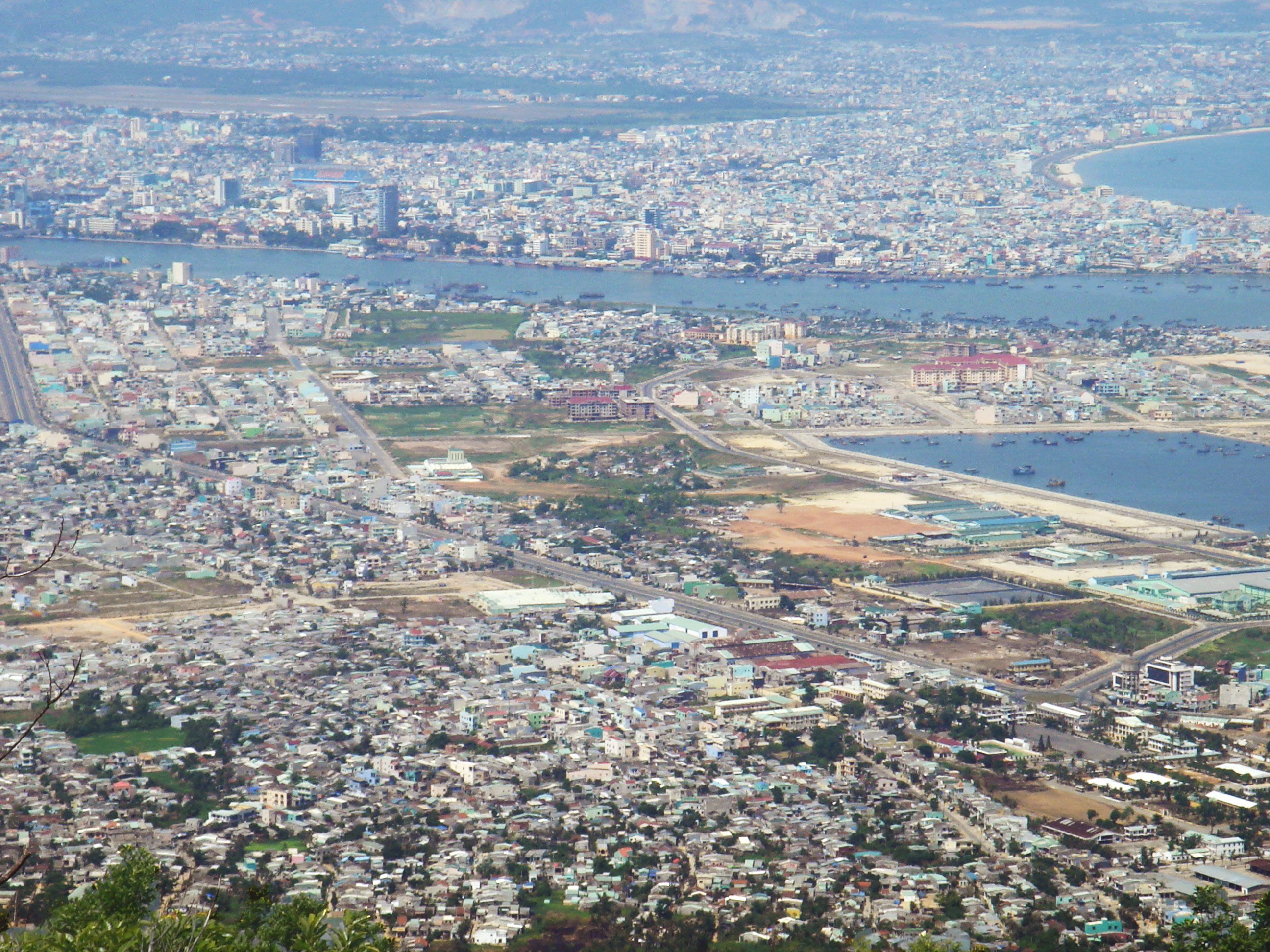
Đà Nẵng in vogelvlucht
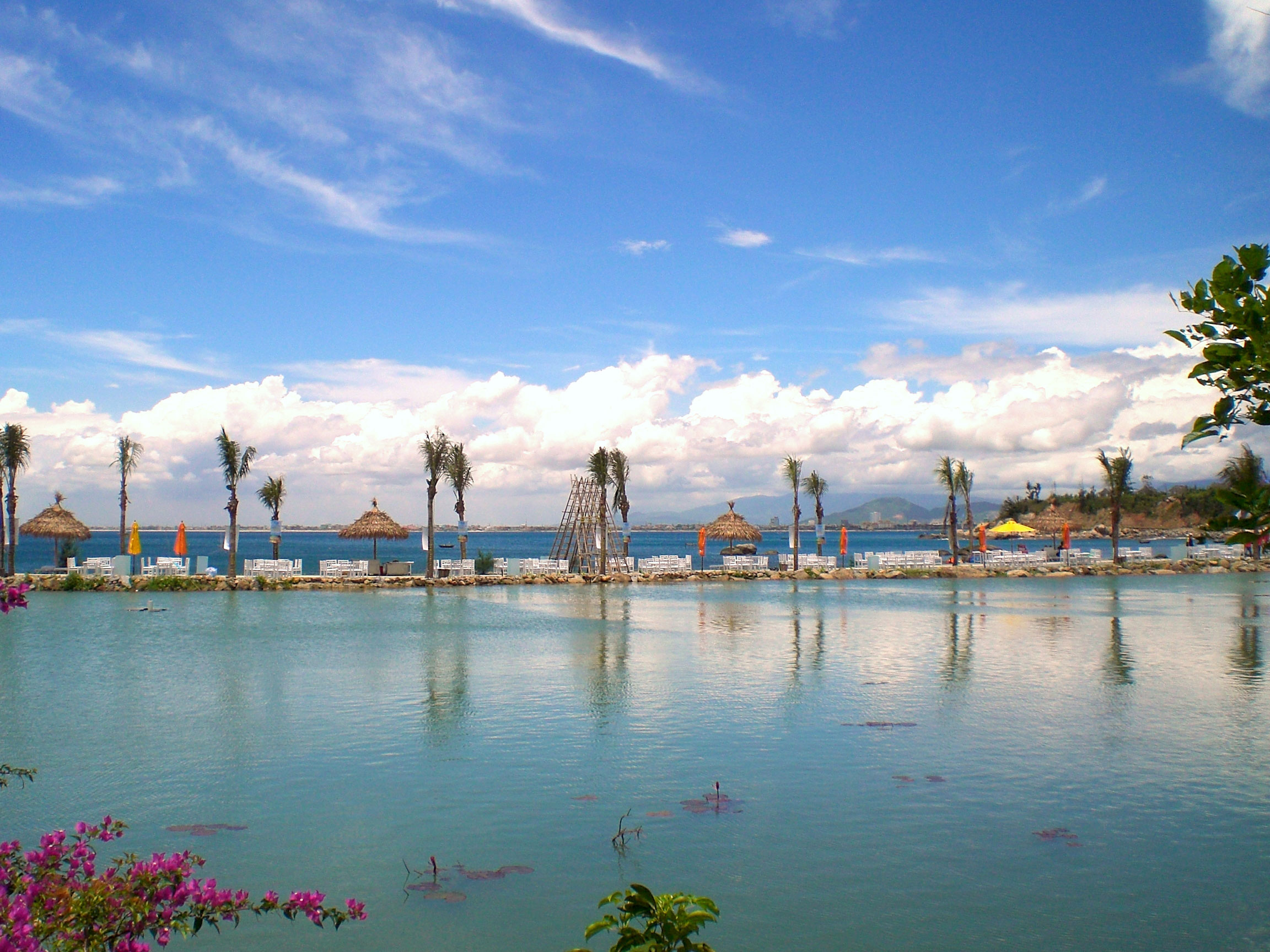
Bai But, een strandresort in Đà Nẵng

## Religie
De stad is sinds 1963 de zetel van het rooms-katholieke bisdom Đà Nẵng.

## Sport

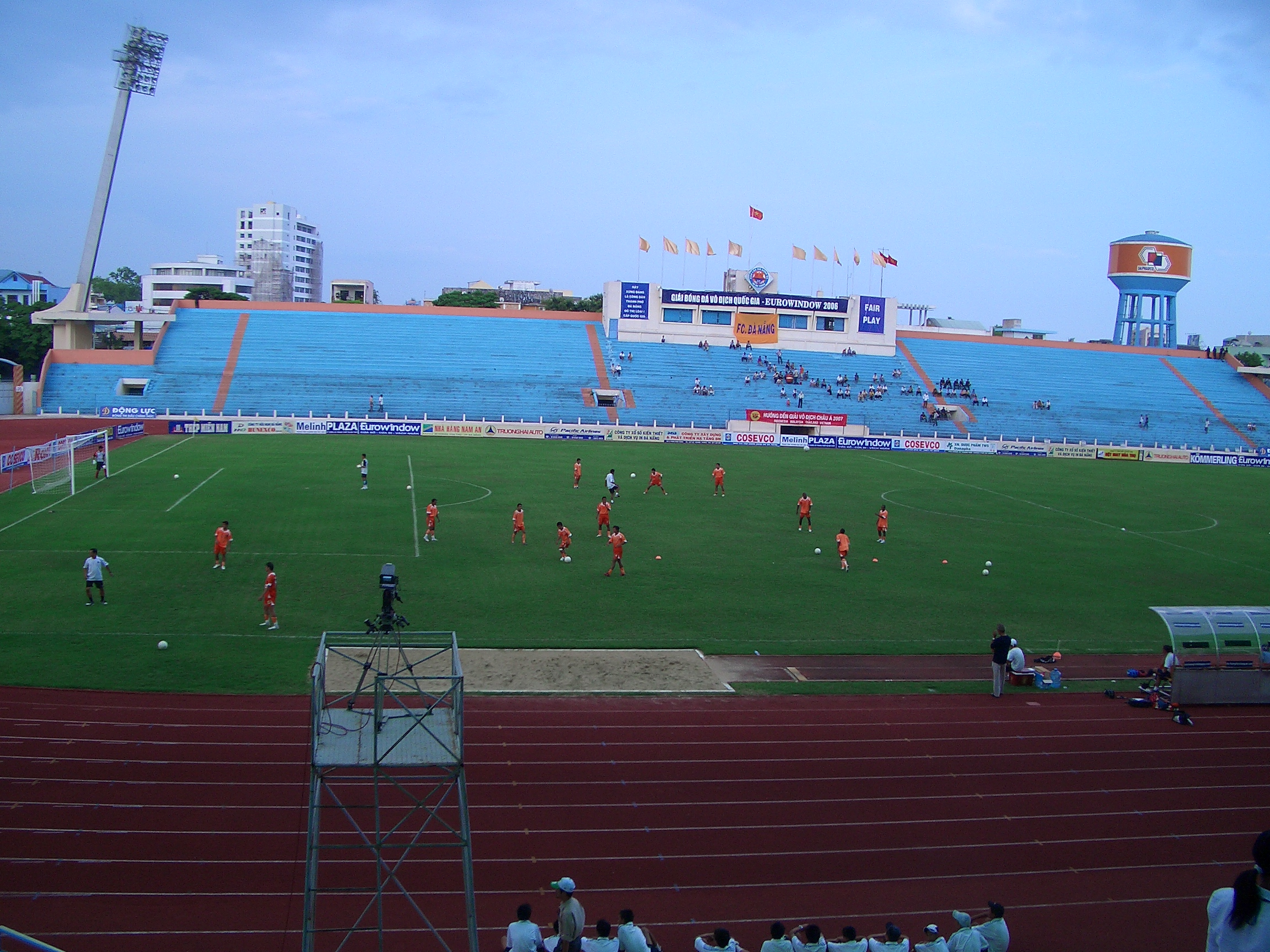
Chi Lang Stadium

Đà Nẵng heeft een voetbalclub SHB Đà Nẵng die uitkomt in de V-League, de hoogste voetbalcompetitie van Vietnam.

## Geboren in Đà Nẵng
- Trần Anh Hùng (1962), Frans-Vietnamees filmregisseur en scenarioschrijver